# Vennesla
Vennesla város és község Norvégia déli Sørlandet földrajzi régiójában, Vest-Agder megyében, mintegy 17 kilométerre északra Kristiansand várostól.

## Földrajz
A község területe 384 km² (a megye harmadik legnagyobb községe), népessége 12 766 (2008. január 1-jén).
Vennesla nyugati szomszédai Marnardal és Songdalen községek, keleten Birkenes és Iveland, északkeleten Evje og Hornnes, délen pedig Kristiansand község.

## Történelem
Vennesla 1861-ben vált ki Øvrebø községből, 1964-ben azonban Øvrebøt Hægeland községgel együtt beolvasztották Venneslába.
Már a helyén korábban létesült egyházközség is egy régi birtokról kapta a nevét (óészakiul Vendilsla), mivel ott épült a környék első temploma. Az összetett szó előtagja az „ágacska” jelentésű vendill (amit talán a Venneslafjord egy ágára használtak), az utótag a „mocsár” jelentésű lá.

## Gazdaság
Vennesla apró iparváros, fő üzeme hagyományosan a Hunsfos ASA papírgyára. A gyár által foglalkoztatottak száma azonban már évtizedek óta hanyatlást mutat: az 1970-es években még 1200 volt, 2005-ben már csak 200, 2007-ben pedig 120.

## Kultúra
A Vikeland hovedgård nevű vennslai házról úgy hírlik, hogy kísértetlakik benne, „a Kék Asszony” (norvégül den Blå Dama). A legenda szerint Mari, „a Kék Asszony” egy helyi farmon dolgozott, ahol szerelmes lett a tulajdonos fia, de mert nem engedték összeházasodni őket, felakasztotta magát a ház „kék szobájában”. Ma a házban esküvőket tartanak, az asztalnál üres helyet hagyva „a Kék Asszonynak”.

## Sport
A helyi labdarúgócsapat a másodosztályban játszó Vindbjart, amelynek stadionja Moseidmoenben van.

## Külső hivatkozások
- Vennesla község honlapja (norvégül)